# Man from Texas
Man from Texas è un film del 1948 diretto da Leigh Jason.
Basato sull'opera teatrale del 1938  Missouri Legend di Elizabeth B. Ginty, è un film western statunitense con James Craig, Lynn Bari e Johnny Johnston.

## Produzione
Il film, diretto da Leigh Jason su una sceneggiatura di Jerome Chodorov e Joseph Fields e un soggetto di Elizabeth B. Ginty (autrice dell'opera teatrale  Missouri Legend, basata sulla vita di Jesse James), fu prodotto da Joseph Fields per la Bryan Foy Productions e girato dal 5 maggio all'inizio di giugno 1947. I titoli di lavorazione furono  Texas Legend e  A Texas Story.

## Distribuzione
Il film fu distribuito negli Stati Uniti dal 6 marzo 1948 al cinema dalla Eagle-Lion Films.
Altre distribuzioni:
- in Finlandia l'8 ottobre 1948 (El Paso Kid)
- in Grecia (Matomenes heiropedes)
- in Brasile (Morrerei Onde Nasci)